# Route nationale 209a
Die N209A wurde 1891 gleichzeitig mit der N209 als französische Nationalstraße festgelegt. Im Gegensatz zu anderen Seitenästen zweigte sie nicht von der Stammstraße in eine Richtung ab, sondern kreuzte sie und führte somit in zwei Richtungen. Das östliche Ende lag an der N205 (später N202) bei Colomars; das westliche in Vence ohne Verbindung zu einer anderen Nationalstraße. Ihre Länge betrug 15 Kilometer. 1933 wurde sie Teil der N210, die 1973 zur D2210 abgestuft wurde.